# اچ. ال. منکن
هنری لوئیس منکن (انگلیسی: H. L. Mencken؛ زاده ۱۲ سپتامبر ۱۸۸۰ درگذشته ۲۹ ژانویهٔ ۱۹۵۶) خبرنگار، طنزپرداز، و منتقد اهل ایالات متحدهٔ آمریکا بود.